# Ganimed (mjesec)
Ganimed (grč. Γανυμήδης) je sedmi satelit Jupitera i najveći prirodni satelit u Sunčevu sustavu. Kruži oko Jupitera na udaljenosti od 1 070 400 km. Polumjer Ganimeda je 2631 km, a masa 1.48 × 1023kg.

## Fizička svojstva
Dolaskom letjelice Galileo, pokazalo se da je Ganimed građen od četiri sloja: male središnje jezgre od tekućeg željeza i sumpora, ledeno-silikatnog omotača, dubokog slanog oceana te vanjske ledene ljuske.

### Reljef
Ganimedovu površinu podjednako prekrivaju dvije vrste reljefa: vrlo stara tamna područja gusto prekrivena kraterima i nešto mlađa svjetlija područja ispresijecana pukotinama i grebenima, očito tektonskog porijekla. Svijetla područja prekrivaju oko 60% površine, a tamna preostalih 40%. Prema infracrvenim snimkama, zaključeno je da svjetlija područja imaju visok postotak leda, dok tamnija imaju nešto veći postotak stijenja.
Vjeruje se da su svjetlija područja, koja su mnogo ravnija i s manje kratera, nastala izlijevanjem tekuće vode iz unutrašnjosti nakon pucanja kore. Pukotine su negdje visoke i do 700 m, a preotežu se tisućama kilometara u duljinu. Ove se svijetle pukotine nazivaju latinskim nazivom sulcus (npr. Uruc Sulcus).
Tamna područja predstavljaju prvobitnu koru satelita i mnogo su više posuta kraterima. Najveće tamno područje naziva se Galileo Regio i promjera je oko 3200 km. Letjelica "Galileo" detaljno je ispitala Galileo Regio.
U pogledu tektonike je Ganimed sličniji Zemlji nego li su to Mars ili Venera. Područja slična svjetlijim područjima Ganimeda se mogu naći i na Saturnovom Enceladu te Uranovim mjesecima Mirandi i Arielu, dok tamna Ganimedova područja nalikuju površini Kalista.
Na osnovu gustoće kratera, koji su obilježje oba tipa reljefa, procijenjena starost površine je oko 3.5 milijardi godina, otprilike kao i naš Mjesec. Na nekim mjestima pukotine presijecaju kretere, dok na drugim krateri prekrivaju pukotine, iz čega se zaključuje da su i pukotine vrlo stare. Na površini se mogu pronaći i mlađi krateri, sa "zrakama" izbačenog materijala (nanosi materijala koji se radijalno šire od kratera prema van). Za razliku od Mjeseca, gdje su zrake uvijek svijetle, na Ganimedu mogu biti i svijetle i tamne. Svijetli sustavi zraka su opaženi na svijetlom terenu, a tamni na tamnom terenu. Osim toga, za razliku od Merkurovih i Mjesečevih kratera, Ganimedovi krateri nemaju centralne uzvisine niti su okruženi prstenastim planinama. Ovo je vjerojatno posljedica mekoće Ganimedove kore koja "smekšava" reljef. U ekstremnim slučajevima reljef je toliko smekšan da krateri nestaju, ostavljajući samo blijede tragove na površini. Ti su krugovi poznati pod imenom palimpsesti, promjeri im se kreću od 50 do 400 km.
Osim kratera i pukotina, na Ganimedu su uočene planine, doline i tokovi lave.

### Atmosfera
Nedavno je, uz pomoć teleskopa Hubble (HST), otkriveno postojanje molekula ozona, koje nastaju cijepanjem molekula vode pod udarima nabijenih čestica zarobljenih u Jupiterovom magnetskom polju. Vjeruje se da bi ovaj proces mogao održavati slabašnu atmosferu kisika, slično kao na Europi.
HST je krajem 1998. snimio Ganimed u ultraljubičastom dijelu spektra i otkrio vrlo slabo polarno svjetlo. Za polarno svjetlo je potrebno magnetsko polje i atmosfera, pa je ovo još jedan dokaz postojanja atmosfere na Ganimedu.

### Magnetsko polje
Letjelica "Galileo" je otkrila i postojanje Ganimedovog magnetskog polja. Ono se vjerojatno generira na način sličan Zemljinom magnetskom polju - kao rezultat gibanja vodljivog materijala u unutrašnjosti. Postoji snažno međudjelovanje između Jupiterovog i Ganimedovog magnetskog polja.

### Ocean
Još u 1970-ima, NASA- ini znanstvenici su pretpostavili da na Ganimedu postoji ocean. Devedesetih godina prošloga stoljeća misija Galileo je potvrdila tu tezu. Analiza objavljena 2014. godine, uzimajući u obzir realističnu termodinamiku vode i utjecaja soli, sugerira da Ganimed može imati nekoliko slojeva oceana razdvojenih različitim fazama leda, s najnižim tekućim slojem uz stjenoviti plašt. Kontakt vode i stijena može biti važan faktor nastanka života. U analizi se također primjećuje da ekstremne dubine (~ 800 km do stjenovitog „morskog dna“) znače da temperature na dnu konvektivnog (adijabatskog) oceana mogu biti i do 40 K više od onih na sučelju leda-vode. U ožujku 2015., znanstvenici su izvijestili da mjerenja Hubbleovim svemirskim teleskopom o tome kako se aurora kretala Ganimedovom površinom sugeriraju da satelit ima podzemni ocean. Veliki ocean slane vode utječe na Ganimedovo magnetsko polje, a time i njegovu auroru. Dokazi sugeriraju da su Ganimedovi oceani možda najveći u cijelom Sunčevom sustavu.

## Povijest istraživanja
Galileo Galilej je, 1610. godine, prvi uperio teleskop prema Jupiteru i otkrio četiri Jupiterova satelita (Io, Europa, Ganimed i Kalisto), koji se po njemu zovu galilejanski. To je bio dokaz Kopernikove heliocentrične teorije jer se dokazalo da se ne vrti sve oko Zemlje.
Tri su letjelice poslale na Zemlju fotografije ovog satelita: Voyager 1 i Voyager 2, te Galileo, a fotografirao ga je i svemirski teleskop Hubble. 
Planirana je i letjelica Jupiter Icy Moons Explorer (JUICE) koja će obaviti prelete, a kasnije i orbitirati oko Ganimeda.

## Vanjske poveznice
- Astronomska sekcija Fizikalnog društva Split - Ganimed  Arhivirana inačica izvorne stranice od 1. studenoga 2004. (Wayback Machine)